# Vilșane, Sosnîțea
Vilșane (în ucraineană Вільшане) este localitatea de reședință a comunei Vilșane din raionul Sosnîțea, regiunea Cernihiv, Ucraina.

## Demografie
Componența lingvistică a localității Vilșane
     Ucraineană (98,72%)
     Rusă (1,28%)
Conform recensământului din 2001, majoritatea populației localității Vilșane era vorbitoare de ucraineană (98,72%), existând în minoritate și vorbitori de rusă (1,28%).